# Taux de référence
Un taux de référence est un taux quelconque publiquement disponible pouvant être utilisé dans le cadre d'un contrat par les parties à ce contrat.  
Il peut s'agir d'un Libor (London Interbank Offered Rate), de l'Euribor, ou d'une autre référence tel que l'indice des prix à la consommation ou l'indice du taux de construction.  
Un taux de référence doit être indépendant et ne pouvoir être influencé par une ou l'autre des parties qui y font référence.